# Ryo Adachi
Ryo Adachi (安達 亮 Adachi Ryo?, nacido el 2 de julio de 1969 en Hyogo) es un exfutbolista japonés que se desempeñaba como delantero y entrenador.

## Clubes

### Como futbolista
| Club             | País  | Año  |
| ---------------- | ----- | ---- |
| Yokohama Flügels | Japón | 1992 |

### Como entrenador
| Club            | País  | Año         |
| --------------- | ----- | ----------- |
| Vissel Kobe     | Japón | 2012        |
| Vissel Kobe     | Japón | 2013 - 2014 |
| Kataller Toyama | Japón | 2018 -      |